# Northbridge
Een northbridge was een van de geïntegreerde schakelingen op het moederbord van een IBM PC-compatibel die samen de chipset vormden. De northbridge regelde de communicatie tussen de processor en de rest van het systeem, maar er kon ook een geïntegreerde GPU (Graphic Processor Unit) in zitten.
Op nieuwere systemen is de northbridge al volledig verdwenen, vermits alle taken die vroeger door de northbidge werden uitgevoerd, in nieuwere processoren geïntegreerd zijn (zo zit de geheugencontroller bij AMD en Intel al jaren in de processor). Sinds de komst van multikernprocessoren en de introductie van de Intel Sandy Bridge en AMD Fusion processoren (in 2011) is de northbridge volledig verdwenen. Een voorbeeld hiervan is de APU waarbij de northbridge zit ingebouwd in de processor en men alleen een southbridge nodig heeft en wat geheugen met een Flash geheugen of EEPROM